# Никифоровская (Федорогорское сельское поселение)
Никифоровская (Наводово) — деревня в Шенкурском районе Архангельской области России. Административный центр Федорогорского сельского поселения.

## География
Деревня Никифоровская расположена в 3 км к востоку от города Шенкурск, с которым связано асфальтированным шоссе. Деревня начитается сразу же после моста через речку Почу, которая частично касается кромки деревни, высота над уровнем моря 42 м. Действует средняя школа, которая носит название Наводовской, деревне 10 улиц и 4 переулка:
- ул. Ленина
- ул. Лесная
- ул. Лукинская
- ул. Мира
- ул. Молодёжная
- ул. Наводовская
- ул. Новикова
- ул. Профсоюзная
- ул. Садовая
- ул. Строителей
- пер. Вологодский
- пер. Новый
- пер. Солнечный
- пер. Сосновый

Часовой пояс
Никифоровская, как и вся Архангельская область, находится в часовой зоне МСК (московское время). Смещение применяемого времени относительно UTC составляет +3:00.

## Население
| 2002 | 2010 | 2012 |
| ---- | ---- | ---- |
| 733  | ↘687 | ↗742 |

Население деревни, по данным Всероссийской переписи населения 2010 года, составляет 687 человек. На 1.01.2010 числилось 803 человека.

### Карты
- Топографическая карта P-37-37_38.